# Los Andes megye
Los Andes egy megye Argentína északnyugati részén, Salta tartományban. Székhelye San Antonio de los Cobres.

## Népesség
A megye népessége a közelmúltban a következőképpen változott:
| Év   | Lakosság |
| ---- | -------- |
| 2001 | 5532     |
| 2010 | 6050     |